# Terrornindzsák
A Terrornindzsák (Naughty Ninjas) a South Park című amerikai animációs sorozat 264. része (a 19. évad 7. epizódja). Elsőként 2015. november 11-én sugározták az Egyesült Államokban. Magyarországon a magyar Comedy Central csak 2016. március 31-én mutatta be, amikor az egész évadot megismételték, mégpedig a párizsi terrormerényletre hivatkozással, amely épp az epizód eredeti sugárzása után két nappal történt.
Ez a rész egybefüggő cselekményt alkot az évadban utána következő másik hárommal, és a politikai korrektség mellett a rendőri brutalitást figurázza ki.

## Cselekmény
|  | Alább a cselekmény részletei következnek! |

Rengeteg rendőr érkezik a South Park-i Általános Iskolába, PC igazgató hívására. Ám amikor odaérkeznek, kiderül, hogy igazából csak arról volt szó, hogy Leslie Meyers megint egy osztálytársával beszélgetett, mialatt ő előadást tartott a diákoknak (az évad során visszatérő geg volt, hogy PC igazgató üvöltve utasítja rendre Leslie-t, hogy fogja be a száját). Követeli, hogy a rendőrök vigyék őt el, és egy lézeres pointerrel mutat rá. Ekkor érkezik Barbrady őrmester, aki megijeszti PC igazgatót, aki emiatt ráfogja a lézerirányzékot. Barbrady tévesen azt feltételezi, hogy mesterlövész akarja lelőni, és elsül a pisztolya, ami megsebesít egy diákot. Mivel tettének rasszista felhangja is van (latino diákot lőtt meg), a polgármester elbocsátja, és felszólítja, hogy költözzön el, mert neki már nincs helye egy ilyen haladó városban. Ezalatt SoDoSoPa teljesen lezüllik, és ellepik a drogos hajléktalanok. Stuart McCormick felhívja a rendőrséget, de ők nem akarnak kijönni, mert félnek, hogy kirúgják őket - ráadásul mivel többé már nem verhetnek kisebbségieket, így nem is érdekli őket a dolog. Kenny és Token erre válaszul beöltöznek nindzsának, csinálnak egy klubházat az elhagyott városrészben és elijesztik a csöveseket. Habár Cartman "buzisnak" tartja ezt, mikor meglátja, hogy mindenkit halálra rémítenek, úgy dönt többedmagával, hogy csatlakoznak. Amit nem tudnak, az az, hogy valójában muszlim terroristáknak nézik őket. A hajléktalanok átköltöznek a Shi Tpa Town-ba és a Whole Foods Marketbe, köztük Barbrady is, akit kilakoltattak a beteg kutyájával együtt. A városlakók ezalatt egyre intoleránsabbak a rendőrökkel szemben, többek között megrongálják a dolgaikat és nem hajlandóak kiszolgálni őket.
A hírekben lehoznak egy riportot arról, hogy a gyerekek tömegével állnak az Iszlám Állam szolgálatába, a lakók pedig őket hibáztatják azért, mert mindent ellepnek a hajléktalanok. Randy, Broflovskiék és a polgármester a rendőrségre mennek segítséget kérni, de ők elzavarják őket. Az Iszlám Állam videoüzenetet és pénzt küld a gyerekeknek, akik azt hiszik, hogy igazi nindzsákkal beszélnek. A városlakók megkeresik Barbradyt és felkérik, hogy álljon újra szolgálatba és lője le a gyerekeket. Barbrady épp behatolni készül az épületbe, amikor Randynek leesik, hogy a gyerekek nindzsásat játszanak, és odarohan. Barbrady megpróbálja meggyőzni a gyerekeket, hogy hagyják ezt abba, mert fél rájuk lőni. Mikor Randy közbelép, meglöki őt, amitől elsül a fegyvere, és újra megsebesít egy latino diákot és ezért újra kirúgják. A rendőröknek újra megengedik, hogy bánthassák a kisebbségieket, így segítenek visszavinni a hajléktalanokat SoDoSoPába.
Az epizód végén egy ismeretlen öltönyös alak beszélget Barbradyvel, azt mondva neki, hogy az újabban bekövetkezett változások egy terv részei, melynek célja a város elpusztítása, emögött pedig Leslie Meyers áll.

## Fordítás
Ez a szócikk részben vagy egészben  a   Naughty Ninjas című angol Wikipédia-szócikk ezen változatának fordításán alapul.  Az eredeti cikk szerkesztőit annak laptörténete sorolja fel. Ez a jelzés csupán a megfogalmazás eredetét és a szerzői jogokat jelzi, nem szolgál a cikkben szereplő információk forrásmegjelöléseként.
1. ↑  Tamás, Német: A párizsi terrortámadás miatt hagytak ki egy South Park részt (magyar nyelven). index.hu, 2016. február 8. (Hozzáférés: 2024. január 30.)